# 梅维丝·莱恩
梅维丝·莱恩（英語：Mavis Laing，1953年12月5日—），美国女子田径运动员，主攻400米短跑。她曾代表美国参加1971年泛美运动会田径比赛，获得女子4×400米接力金牌。